# Tjeldsund
Tjeldsund là một đô thị ở hạt Nordland, Na Uy.
Tjeldsund được tách khỏi Lødingen năm 1909.
Norges Brannskole (trung tâm giáo dục đào tạo lính cứu hỏa Na Uy) nằm ở đô thị này. Đô thị Tjeldsund được đặt tên theo eo biển Tjeldsundet giữa Tjeldøya và Hinnøya. Tiếp đầu ngữ tên gọ này là tên tiếng Na Uy Cổ của Tjeldøya (*Tjöld hay *Tjalda), tiếp vĩ ngữ là sund nghĩa là 'eo biển, âm thanh'. Huy hiệu được áp dụng từ năm 1990.